# 寺島愛
寺島 愛（てらしま あい、1980年4月28日 - ）は、日本の女性声優。宮城県仙台市出生、福島県出身。旧芸名：寺島 涼（てらしま りょう）。夫は同じく声優の竹内良太。3人きょうだいの長女で、弟が2人いる。3人きょうだいの末弟はプログラマーの寺島博樹。

## 略歴
母が貧乏育ちだったため、「子供には色んな事をさせておきたい」という理由で昔はバレエ、合奏、そろばん、習字をしていた。父方が教育一家だったこともあり、これに塾や家庭教師も加えられていた。中学時代は『SLAM DUNK』の影響でバスケットボール部に所属しており、当時の身長は160cmで寺島はセンターだった。女子高等学校出身。高校時代は美術部に所属していた。高校時代は放送部のラジオドラマに男性役で呼ばれたりもしていたという。
中学時代は漫画家を目指しており、高校時代は薄い本で絵を描いていた。学生時代はバンド活動もしていたという。
高校時代にゲーム『アークザラッド』がきっかけで声優を目指した。それまではアニメも全然観ておらず、洋画も字幕派で、職業としての声優も無知だったという。
かつて、エーエス企画、アクロス エンタテインメントに所属していた。

## 人物
趣味・特技は車の運転、殺陣、アクション、歌唱。
夫の竹内と末弟・博樹の3人のユニットの「ØGauge」のメンバーでもある。

## 出演

### テレビアニメ
- ガイストクラッシャー（2013年、新田ケン[30]）
- ヘボット!（2016年、ネバネバット）

### ゲーム
- 怒首領蜂 大復活（2008年）
- ブレイザードライブ（2008年、エネミーブレイザー）
- ガイストクラッシャー（2013年、新田ケン[31]）
- 妖怪百姫たん!（2014年、閻魔大王[32]、雷神[33]）

### 吹き替え
- タイタンズ〜欲望のラプソディ〜
- NYPDブルー
- MAD MEN

### ラジオ
ラジオドラマ
- NISSAN あ、安部礼司〜BEYOND THE AVERAGE （2013年5月-、TOKYO FM系JFN37局ネット） - シーマたくみ（二代目） 役

### オーディオブック
- 青空の卵[34]（2016年）
- 仔羊の巣（2017年）